# Hiromi Miyake
Hiromi Miyake (japanska: 三宅 宏実), född 18 november 1985 i Niiza i Saitama prefektur är en japansk tyngdlyftare. Hon vann en silvermedalj i 48-kilosklassen vid olympiska sommarspelen 2012 i London och en bronsmedalj i samma viktklass vid olympiska sommarspelen 2016 i Rio de Janeiro.
Miyake började sin idrottskarriär efter att ha inspirerats av olympiska sommarspelen 2000 i Sydney. Valet att träna just tyngdlyftning kom sig av att hennes far Yoshiyuki Miyake tagit en bronsmedalj i tyngdlyftningens 60-kilosklass vid olympiska sommarspelen 1968, en tävling där hennes farbror Yoshinobu Miyake tog guldet. Hon började träna tillsammans med sin far och 2002 deltog hon i VM i Warszawa där hon slutade på en nionde plats.
Vid olympiska sommarspelen 2004 kom Miyake på en nionde plats, och vid VM 2006 i Santo Domingo tog hon en bronsmedalj. Inför olympiska sommarspelen 2008 ansågs hon som medaljkandidat, men 80 kg i ryck och 105 kg i stöt räckte endast till en sjätteplats. Vid OS i London fyra år senare förbättrade hon sina resultat med totalt tolv kilo och tog en silvermedalj. Miyake blev därmed första japanska kvinna att vinna en olympisk medalj i tyngdlyftning.
Vid världsmästerskapen 2015 i Houston tog hon en bronsmedalj och ett år senare tog hon en bronsmedalj vid olympiska sommarspelen 2016 i Rio de Janeiro.